# حسابات مستحقه الدفع

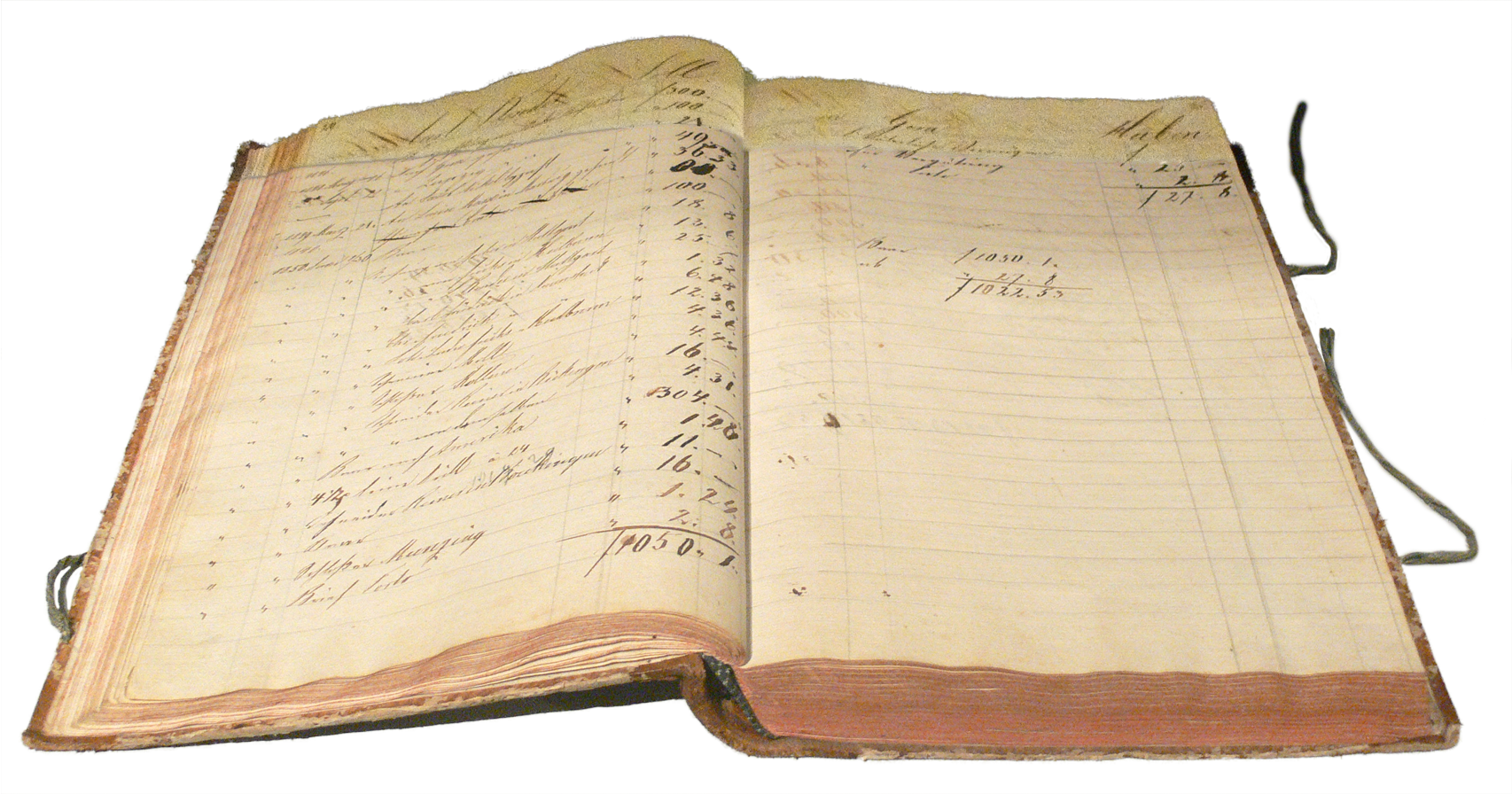

الحسابات المستحقة الدفع: هي الأموال المستحقة من قبل الشركة لمورديها المبينة كخصوم علي الميزانية العمومية للشركة. وهو يختلف عن التزامات للإشعارات المستحقة الدفع، وهي ديون تنشأ عن وثائق صك قانوني رسمي. 

## نظرة عامه
تسجل الحسابات المستحقة الدفع في دفتر الأستاذ الفرعي للحسابات الدائنة في الوقت الذي يتم فيه دفع فاتورة للدفع. ويعني ذلك انه تمت الموافقة علي الفاتورة للدفع وتم تسجيلها في دفتر الأستاذ العام أو دفتر الأستاذ الفرعي كمسؤوليه معلقه أو مفتوحة لأنه لم يتم دفعها. وغالبا ما تصنف المبالغ المستحقة الدفع علي انها المدفوعات التجارية، والمبالغ المستحقة الدفع لشراء السلع المادية التي يتم تسجيلها في المخزون، وحسابات الدفع، والمدفوعات لشراء السلع أو الخدمات التي يتم انفاقها. الأمثلة الشائعة لحسابات الدفع هي الإعلانات والسفر والترفيه واللوازم المكتبية والمرافق. والحسابات المستحقة للدفع هو شكل من أشكال الائتمان التي يقدمها الموردون لعملاءها من خلال السماح لهم بدفع ثمن المنتج أو الخدمة بعد ان تم استلامها بالفعل. يقدم الموردون شروط دفع مختلفه للفاتورة. قد تشمل شروط الدفع عرض الخصم النقدي لدفع فاتورة في غضون عدد محدد من الأيام. على سبيل المثال، 2% ، تعني عبارة Net 30 ان الدافع سيخصم 2% من الفاتورة إذا تم الدفع في غضون 30 يوما. إذا تم الدفع في يوم 31 ثم يتم دفع كامل المبلغ. ويشار إلى هذا أيضا ب2/10 صافي 30. 2.
وفي الأسر المعيشية، تكون الحسابات المستحقة الدفع عاده فواتير من شركه الكهرباء، وشركه الهاتف، وتلفزيون الكابل أو خدمه طبق الأقمار الصناعية، واشتراك الصحف، وغير ذلك من الخدمات المنتظمة. وعاده ما يتعقب أصحاب المنازل ويدفعون علي أساس شهري باليد باستخدام الشيكات أو بطاقات الائتمان أو الخدمات المصرفية عبر الإنترنت. في الأعمال التجارية، وعاده ما يكون هناك مجموعه أوسع بكثير من الخدمات في ملف الحسابات المستحقة الدفع، والمحاسبين أو أمناء الحسابات عاده ما تستخدم برمجيات المحاسبة لتتبع تدفق الأموال في هذه المسؤولية عند تلقي الفواتير والخروج منه عند إجراء المدفوعات. وبشكل متزايد، تستخدم الشركات الكبيرة حلول أتمته الحسابات الدائنة المتخصصة (التي تسمي عادة ePayables) لاتمته العناصر الورقية واليدوية لمعالجه فواتير المؤسسة.
عادة، سيقوم المورد بشحن منتج، وإصدار فاتورة، وجمع الدفع لاحقا. هذا هو دوره تحويل النقدية، أو فتره من الوقت الذي دفعت المورد بالفعل للمواد الخام ولكن لم يتم دفعها في المقابل من قبل العميل النهائي.
عند استلام الفاتورة من قبل المشتري، يتم مطابقتها مع كشف التعبئة وأمر الشراء، وإذا كان كل شيء في الترتيب، يتم دفع الفاتورة. ويشار إلى هذا باسم المباراة ثلاثية الاتجاهات. المباراة ثلاثية الاتجاهات يمكن ان تبطئ عمليه الدفع، التالي قد يتم تعديل الأسلوب. على سبيل المثال، قد تقتصر المطابقة ثلاثية الاتجات علي الفواتير ذات القيمة الكبيرة فقط، أو تتم الموافقة علي المطابقة تلقائيا إذا كانت الكمية المستلمة ضمن نسبه مئوية معينه من المبلغ المصرح به في أمر الشراء. يعالج برنامج أتمته معالجه الفواتير عمليه المطابقة بشكل مختلف اعتمادا علي قواعد العمل التي وضعت في مكان اثناء إنشاء عمليه سير العمل. الحالة الأبسط هي الطريقتين المتطابقتين بين الفاتورة نفسها وأمر الشراء.

### الضوابط الداخلية
عادة ما تكون هناك مجموعه متنوعة من الشيكات ضد أساءه الاستعمال لمنع الاختلاس من قبل موظفي الحسابات المستحقة الدفع. الفصل بين الواجبات هو السيطرة المشتركة. في البلدان التي يكون فيها الشيكات المدفوعة مشتركه تقريبا جميع الشركات لديها عمليه موظف مبتدئ وطباعه شيك ومراجعه موظف كبير والتوقيع علي الشيك. في كثير من الأحيان، فإن البرمجيات المحاسبية الحد من كل موظف لأداء الوظائف المعينة لهم فقط، بحيث لا توجد وسيله أي موظف واحد حتى وحده تحكم يمكن بمفرده إجراء الدفع.
وتفضل بعض الشركات أيضا وظائف اضافية كبائعين جدد وإدخال القسائم. وهذا يجعل من المستحيل على الموظف ان يضيف نفسه كبائع ثم يقطع شيكا لنفسه دون التواطؤ مع موظف آخر. يشار إلى هذا الملف باسم ملف المورد الرئيسي. وهو مستودع لجميع المعلومات الهامة حول موردي الشركة. وهي النقطة المرجعية للحسابات المستحقة الدفع عندما يتعلق الأمر بدفع الفواتير. 
الاضافه إلى ذلك، تشترط معظم الشركات توقيعا ثانيا على الشيكات التي يتجاوز مبلغها عتبه محدده.
يجب ان يراقب موظفو الحسابات الدائنة الفواتير الاحتيالية. في غياب نظام أمر الشراء، فان خط الدفاع الأول هو مدير الموافقة. ومع ذلك، ينبغي على الموظفين الحسابات المستحقة للدفع تصبح مالوفه مع عدد قليل من المشاكل الشائعة، مثل  «الصفحات الصفراء» التموجات التي الاحتيال المشغلين عرض لوضع إعلان. شعار المشي الأصابع لم يسبق له علامة تجاريه، وهناك العديد من مختلف الدلائل الصفراء علي غرار الصفحات، ومعظمها لها توزيع صغير. وفقا لمقال في الشتاء 2000 الامريكيه الرواتب الجمعية ممارسات صاحب العمل،  «البائعين قد ترسل الوثائق التي تبدو وكانها فواتير ولكن في الطباعة الصغيرة التي الدولة» هذا ليس مشروع قانون. «قد تكون هذه الرسوم لقوائم الدليل أو الإعلانات. في الاونه الاخيره، بدات بعض الشركات إرسال ما يبدو ان الخصم أو استرداد الشيك؛ في الواقع، هو تسجيل للخدمات التي يتم تنشيطها عند إرجاع المستند مع توقيع.»
في الحسابات الدائنة، يمكن ان يؤدي خطا بسيط إلى دفع مبالغ زائده كبيره. يتضمن المثال الشائع الفواتير المكررة. قد تكون الفاتورة في غير محله مؤقتا أو لا تزال في حاله الموافقة عند استدعاء الموردين للاستعلام عن حاله الدفع الخاصة به. بعد أن يبحث موظف الحسابات المستحقة للدفع عن الأمر ويجد انه لم يتم دفعها، يرسل المورد فاتورة مكرره; وفي الوقت نفسه تظهر الفاتورة الاصليه ويحصل علي دفع. ثم تصل الفاتورة المكررة ويحصل بدون قصد علي دفع أيضا، وربما تحت فاتورة مختلفه قليلا.